# كريستيان شيلينغ
كريستيان شيلينغ (بالألمانية: Christian Schilling)‏ (11 أكتوبر 1879 - 14 يوليو 1955) هو لاعب كرة قدم ألماني في مركز الهجوم. شارك مع منتخب ألمانيا لكرة القدم. أما مع النوادي، فقد لعب مع آينتراخت دويسبورغ.

## وصلات خارجية
- كريستيان شيلينغ على موقع قاعدة بيانات كرة القدم.إي يو (الإنجليزية)
- كريستيان شيلينغ على موقع ناشيونال فوتبول تيمز (الإنجليزية)
- كريستيان شيلينغ على موقع عالم كرة القدم.نت (الإنجليزية)